# Goethestraße 12 (Mönchengladbach)

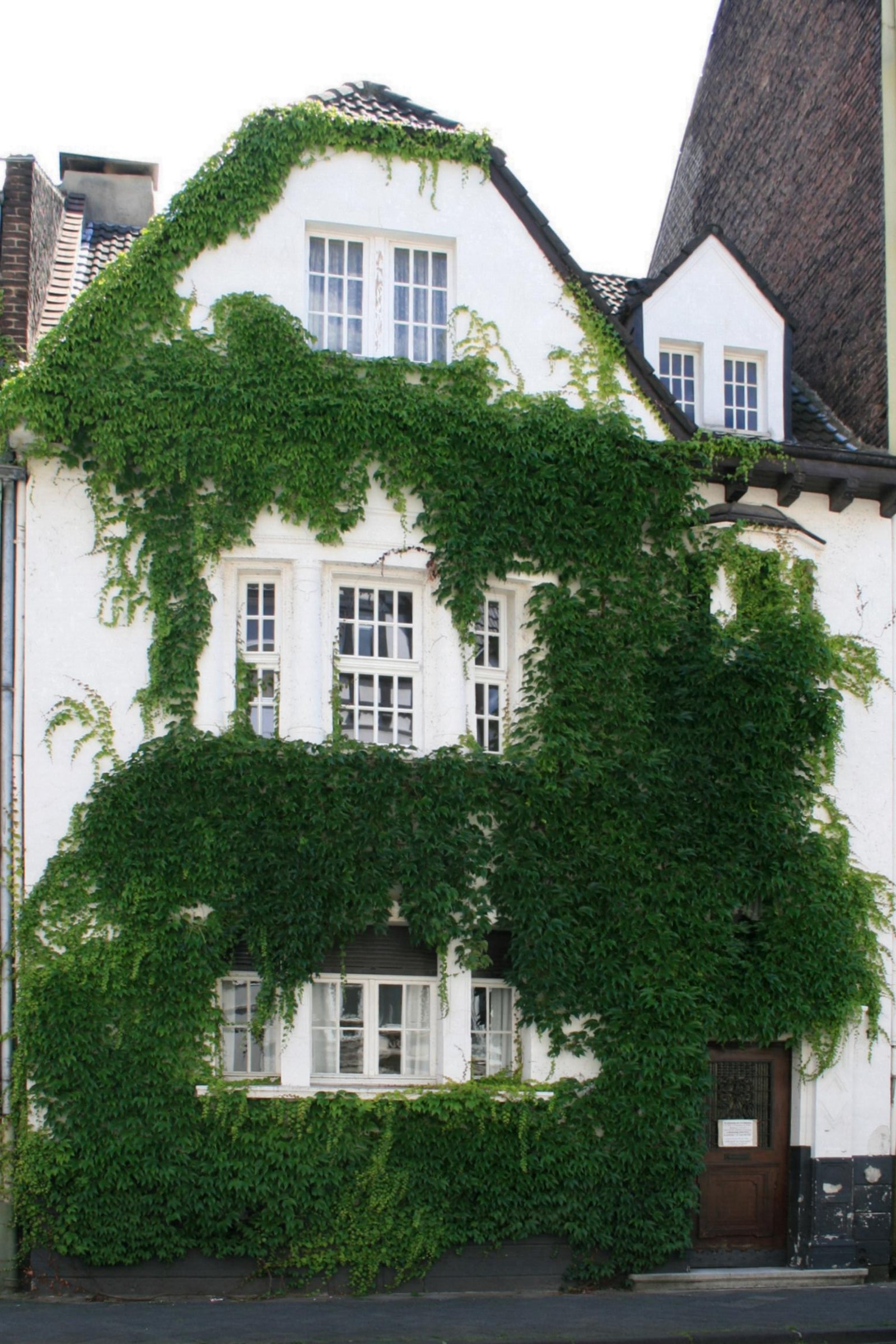
Wohnhaus (2010)

Das Wohnhaus Goethestraße 12 steht in Mönchengladbach (Nordrhein-Westfalen).
Das Gebäude wurde um 1909 erbaut. Es wurde unter Nr. G 041 am 23. September 1992 in die Denkmalliste der Stadt Mönchengladbach eingetragen.

## Lage
Die Goethestraße ist ein um die Jahrhundertwende erbautes Wohngebiet südwestlich der Eickener Straße.

## Architektur
Es handelt sich um ein traufständiges, zweiachsig asymmetrisch, zweigeschossiges  Wohnhaus mit Zwerchhaus aus dem Jahre 1909.